# Murles
Murles ist eine französische Gemeinde mit 353 Einwohnern (Stand: 1. Januar 2022) im Département Hérault in der Region Okzitanien. Sie gehört zum Arrondissement Lodève und zum Kanton Saint-Gély-du-Fesc.
Murles grenzt im Norden an Viols-en-Laval, im Nordosten an Les Matelles, im Osten an Saint-Gély-du-Fesc und Combaillaux, im Südwesten an Vailhauquès und im Westen an Argelliers.

## Bevölkerungsentwicklung
| Jahr      | 1962 | 1968 | 1975 | 1982 | 1990 | 1999 | 2006 | 2017 |
| Einwohner | 40   | 47   | 67   | 126  | 200  | 233  | 271  | 308  |

## Sehenswürdigkeiten
- Ruinen der Burg Montlaur aus dem 11./12. Jahrhundert

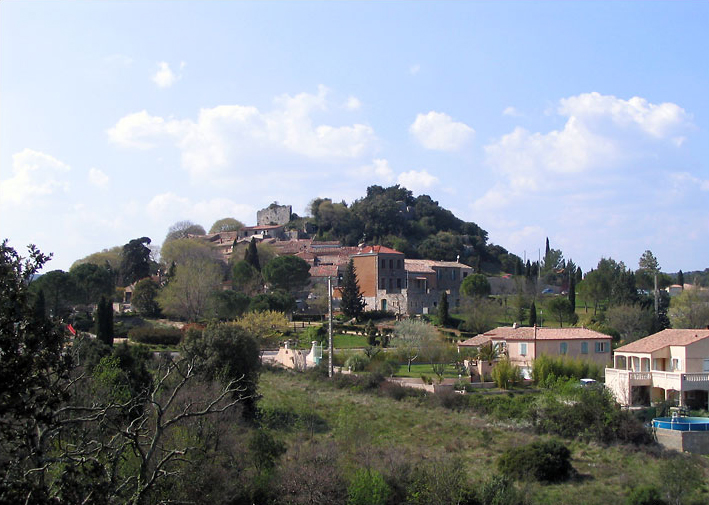
Blick auf Murles